# Parafia św. Mikołaja w Raciborzu
Parafia św. Mikołaja – raciborska parafia obejmująca swym zasięgiem dzielnicę  Starej Wsi, powstała przed 1296 r., należąca do dekanatu raciborskiego leżącego w diecezji opolskiej .

## Proboszczowie
- ks. Carl Ulitzka
- ks. Maksymilian Poloczek
- ks. Franciszek Waniek
- ks. Reinhold Porwol
- ks. Piotr Adamów
- ks. Adrian Bombelek

## Galeria

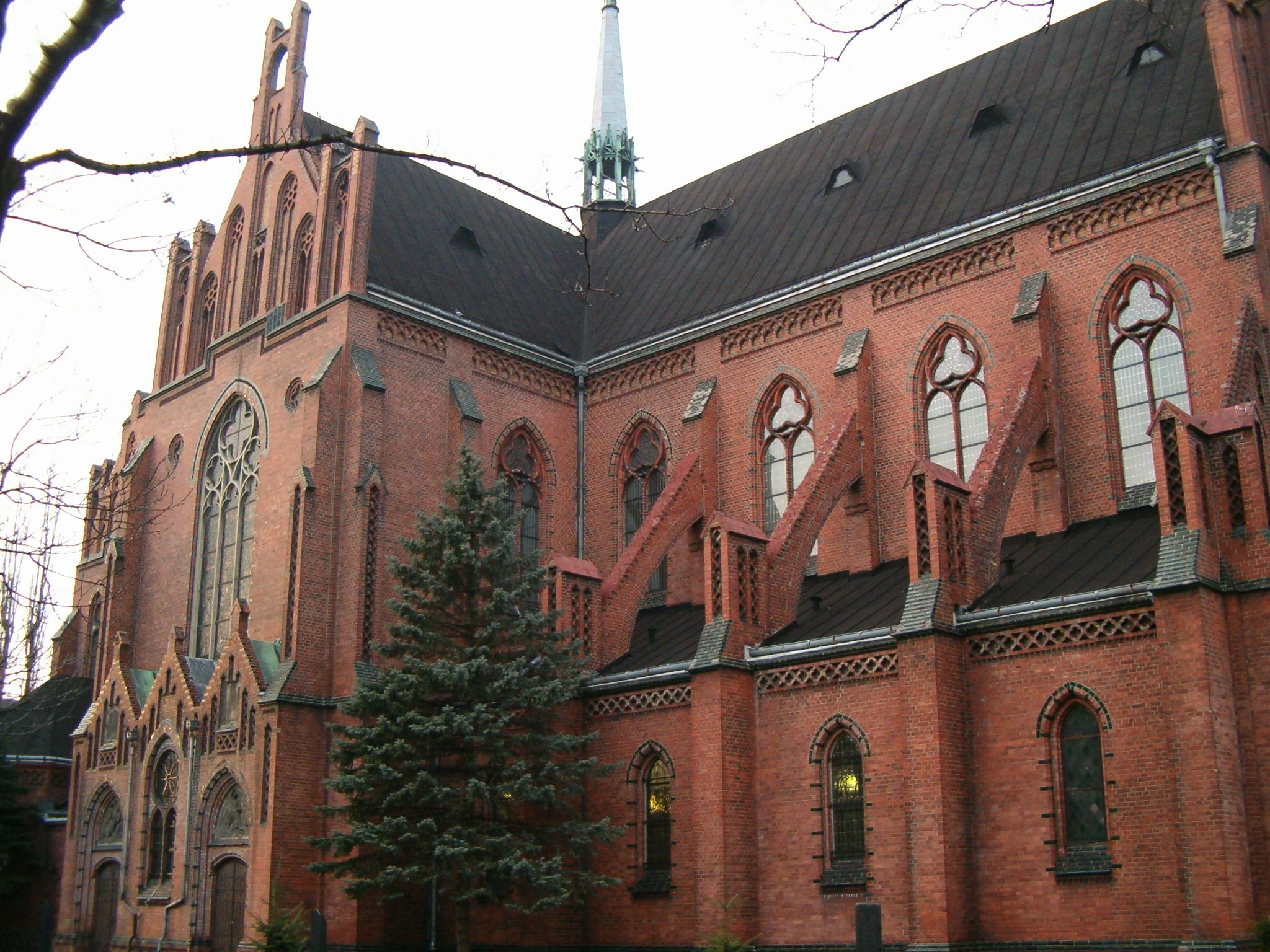
Korpus nawowy
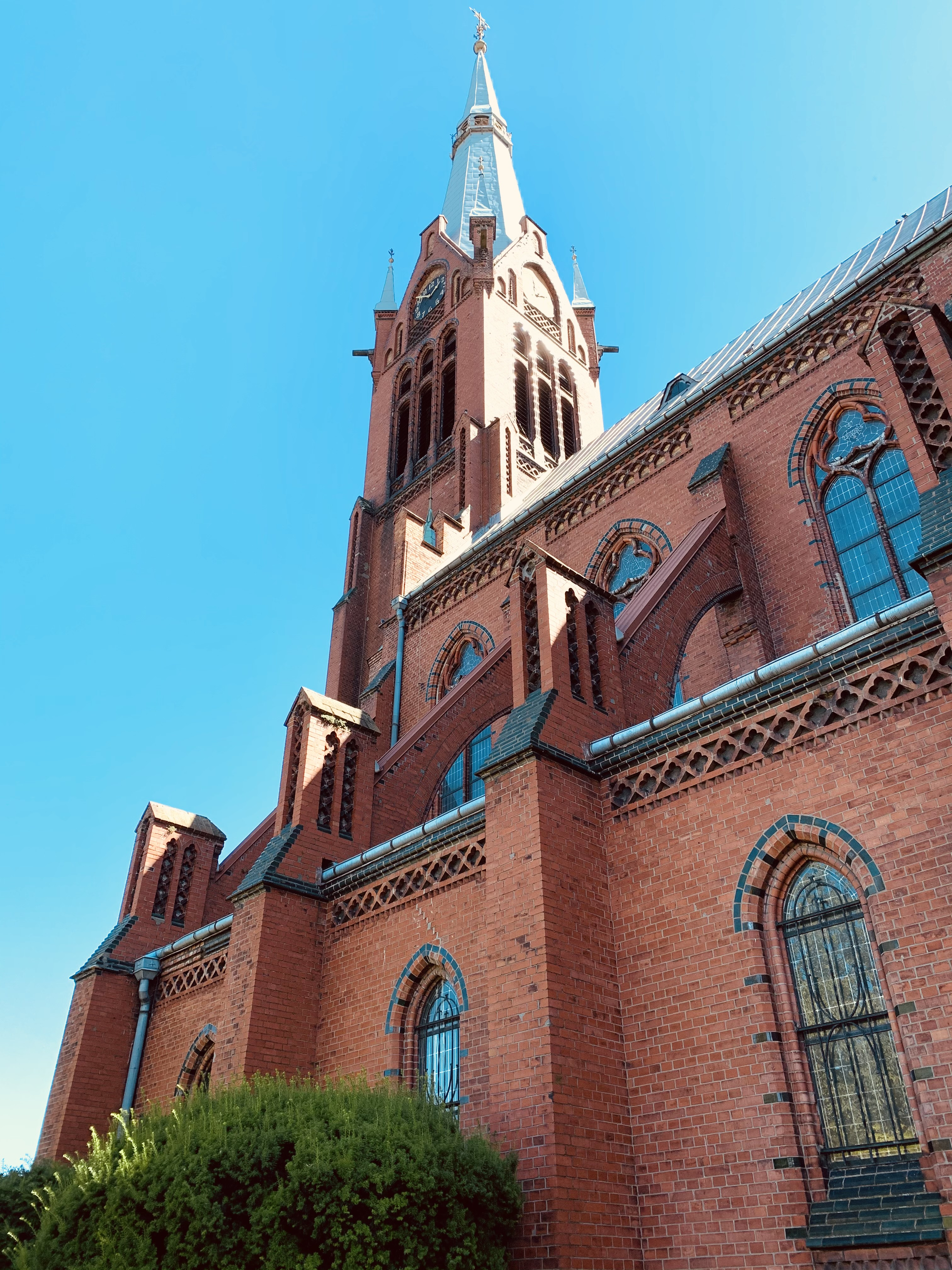
Wieża kościoła
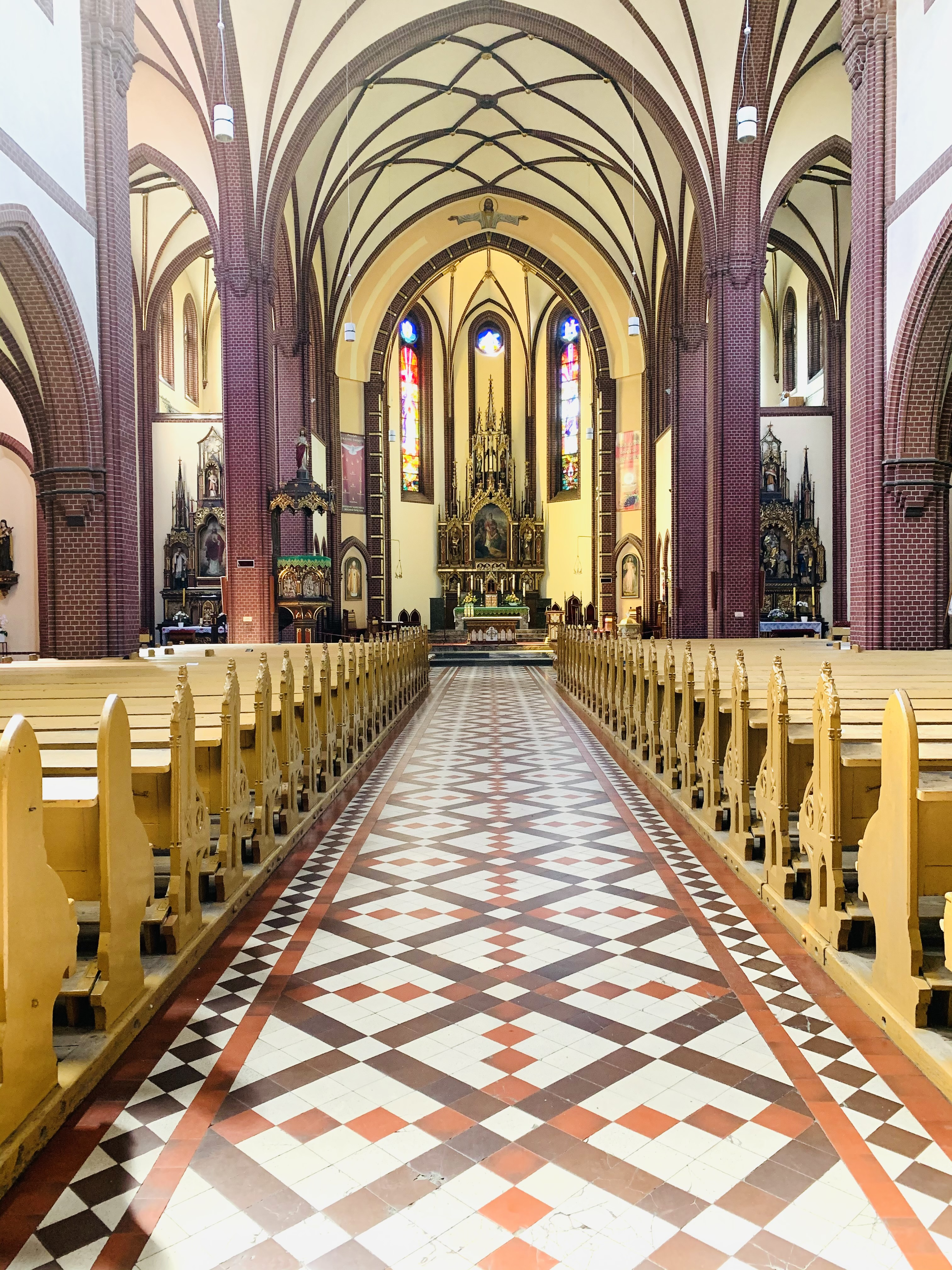
Nawa główna
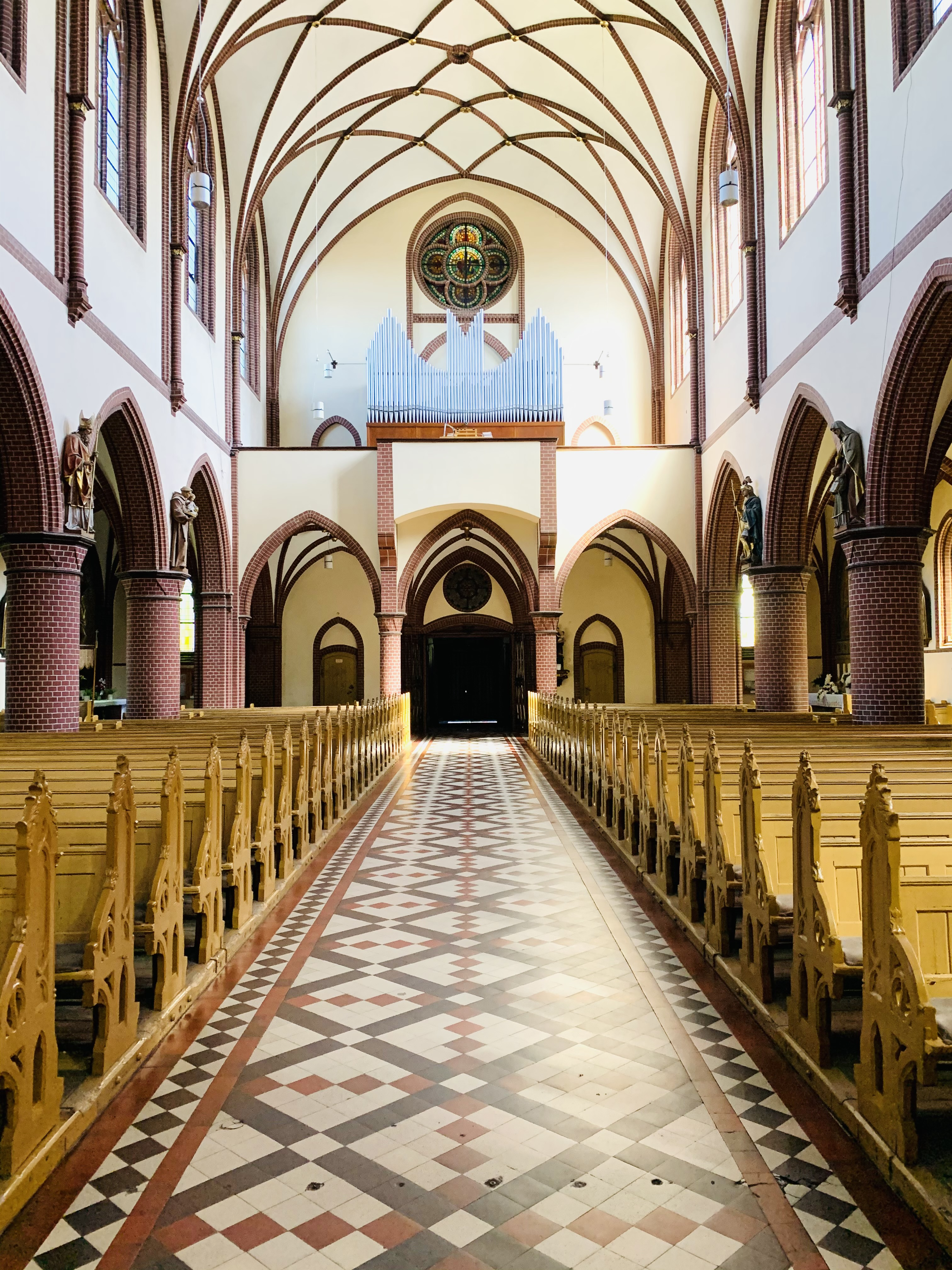
Chór
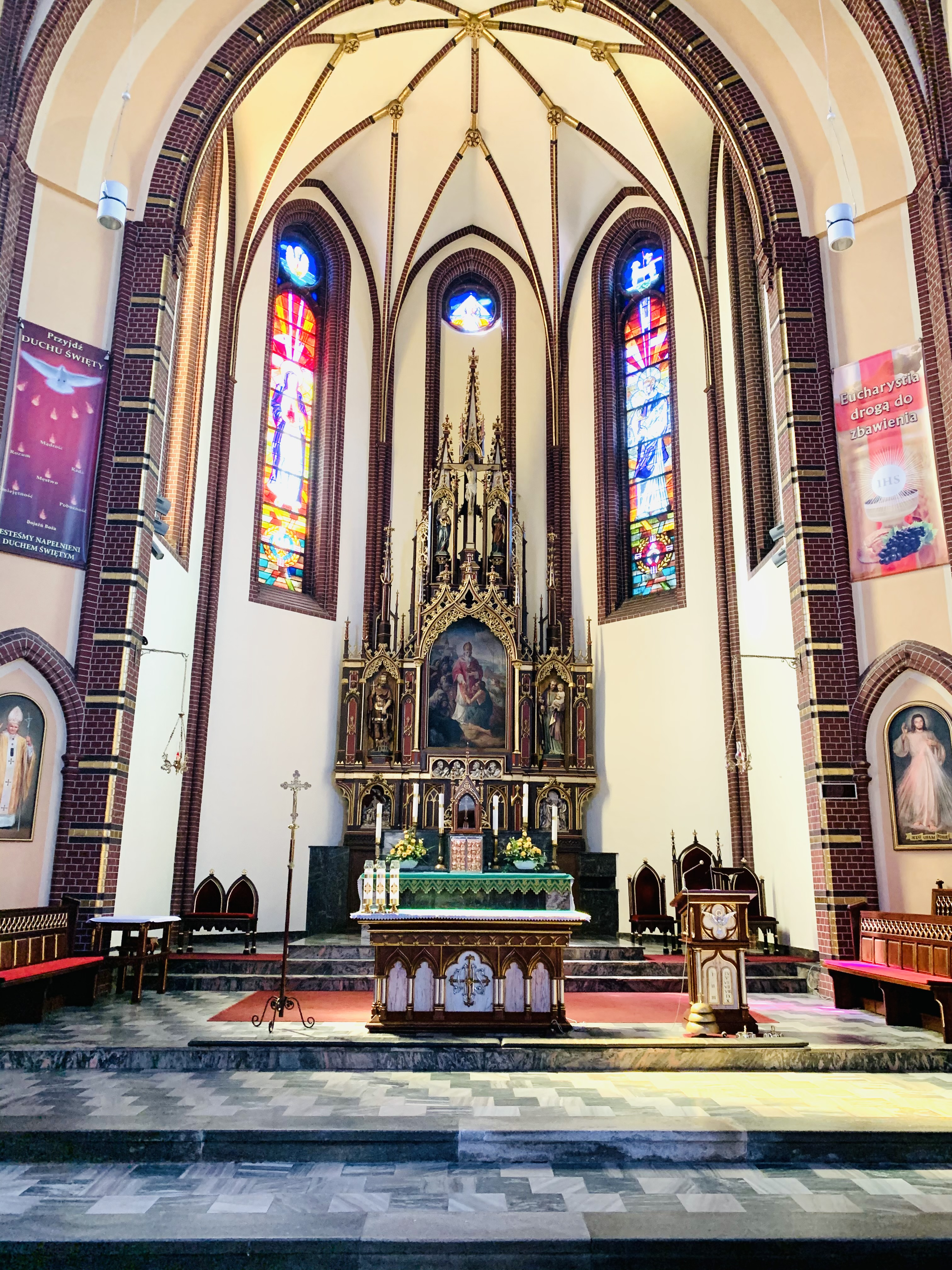
Prezbiteirum
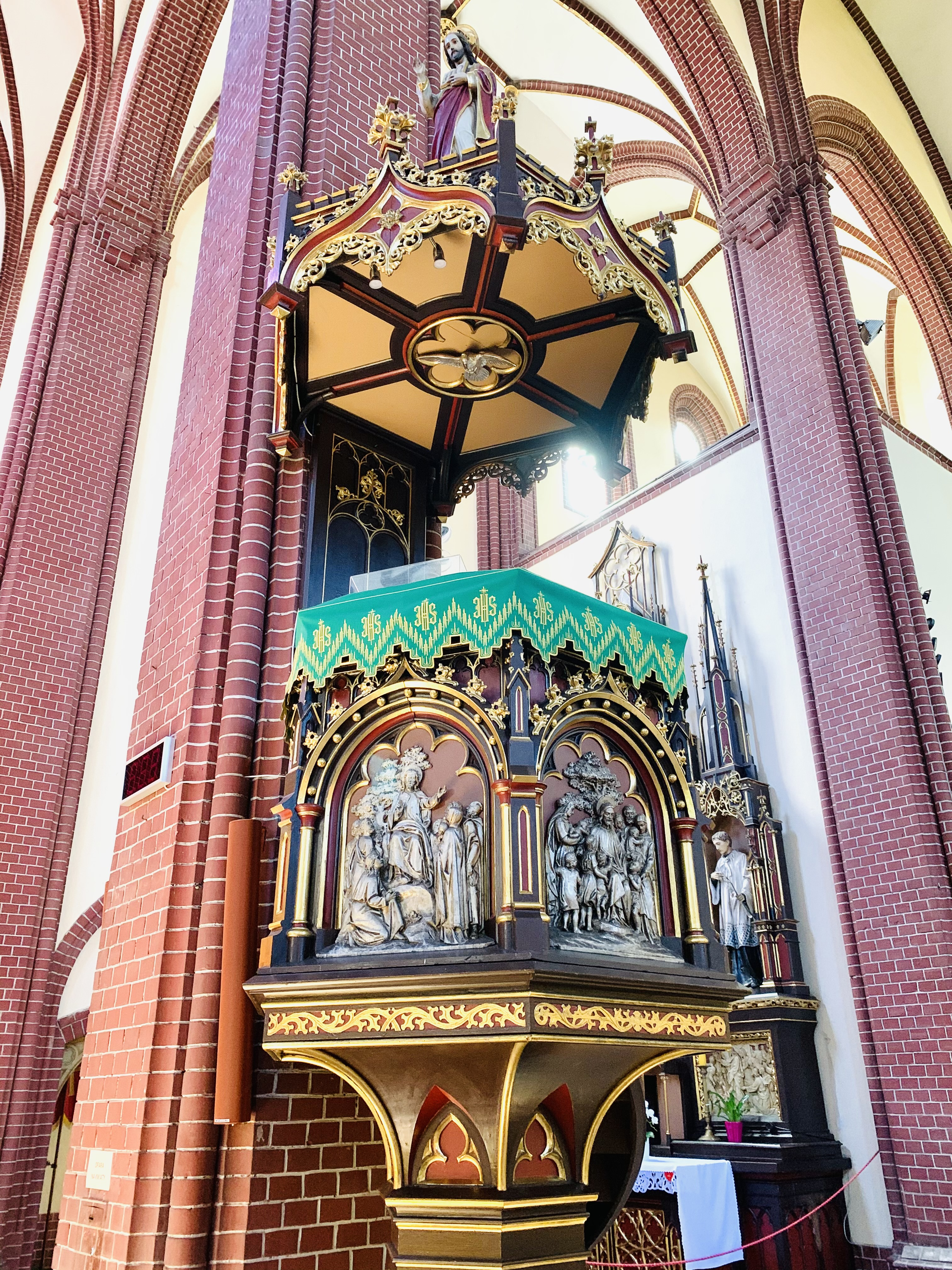
Ambona